# Jamaica
Jamaica là một quốc đảo, có chiều dài 234 kilômét (145 dặm) và chiều rộng 80 kilômét (50 dặm) với diện tích 11.100 km². Quốc gia này nằm ở Biển Caribbean, cự ly khoảng 145 kilômét (90 dặm) về phía nam Cuba, và 190 kilômét (120 dặm) về phía tây Hispaniola, đảo có các quốc gia Haiti và Cộng hòa Dominica. Những người dân bản địa nói tiếng Taíno gọi đảo này là Xaymaca, có nghĩa là "Vùng đất của Gỗ và Nước", hay "Vùng đất của các Con suối".
Đã từng là một khu vực thuộc Tây Ban Nha với tên gọi Santiago, khu vực này sau này thuộc thuộc địa Anh Jamaica. Với 2,9 triệu dân (2018), đây là quốc gia nói tiếng Anh đông dân thứ 3 ở châu Mỹ, sau Hoa Kỳ và Canada. Quốc gia này là một Vương quốc Khối thịnh vượng chung với Quốc vương Charles III là nguyên thủ quốc gia. Kingston là thành phố lớn nhất, thủ đô của Jamaica.

## Từ nguyên
Người Jamaica thường gọi quê hương của mình là "yaad" – từ trong tiếng Jamaica Patois có nghĩa là "sân", nhưng cũng mang nghĩa là nhà. Một số cách gọi thân mật khác như "Jamrock", "Jamdown" (hay "Jamdung" theo cách phát âm địa phương), hoặc đơn giản là "Ja", cũng rất phổ biến.

## Lịch sử

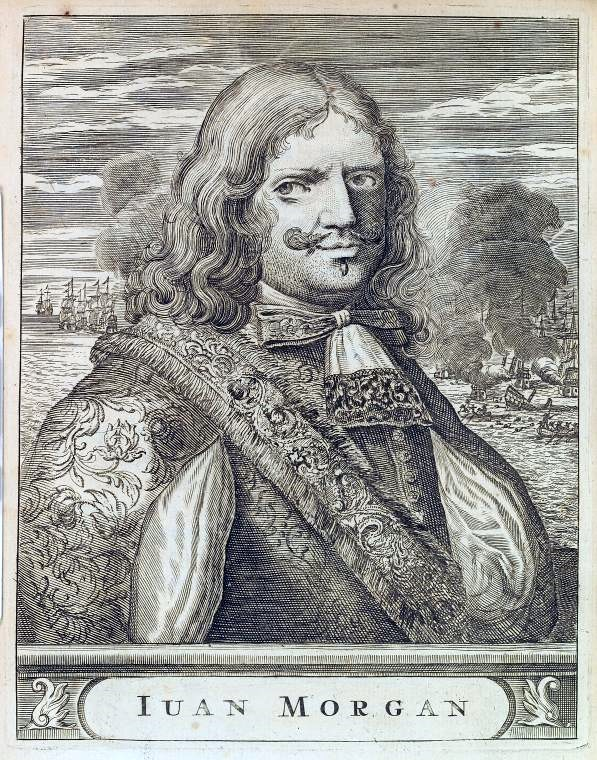
Henry Morgan một cướp biển Jamaica nổi tiếng khắp vùng biển Caribe, trong thế kỷ XVII.

Jamaica xuất phát từ tên gọi Xaymaca mà người Taíno đặt tên cho đảo này. Năm 1494, Cristoforo Colombo phát hiện ra đảo, sau đó nó trở thành thuộc địa của người Tây Ban Nha, những người bản xứ bị bắt làm nô lệ hoặc bị tàn sát. Năm 1655, người Anh cũng chia quyền sở hữu đảo này, cùng người Tây Ban Nha đưa nô lệ sang khai hoang lập đồn điền mía.
Trong thế kỷ XVII, đảo này là căn cứ của những bọn cướp biển, làm phương hại đến quyền lợi của người Tây Ban Nha.
Giữa thế kỷ XIX, những cuộc bạo loạn đã đe dọa chính sách thuộc địa của Anh dẫn đến việc trì hoãn không có chính quyền đại diện trong suốt hai thập kỉ.
Năm 1944, chính quyền tự trị ra đời, Jamaica tuyên bố độc lập năm 1962 và là nước thành viên trong Khối Liên hiệp Anh.
Đời sống chính trị trong nước do hai đảng đối lập luân phiên lên cầm quyền: đảng Lao động và đảng Dân tộc Nhân dân.

## Chính trị

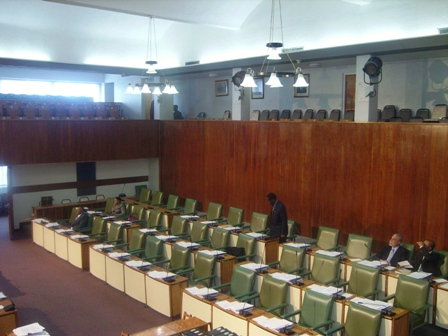
Bên trong Tòa nhà quốc hội Jamaica.

Jamaica là một phần của Vương quốc Thịnh vượng chung. Jamaica theo hệ thống Westminster với thể chế quân chủ lập hiến.
Người đứng đầu Jamaica là Quân chủ Jamaica – hiện tại là Quốc vương Charles III của Vương quốc Anh, cũng là nguyên thủ của các nước trong Vương quốc Thịnh vượng chung. Tuy nhiên, Quân chủ không trực tiếp điều hành mà uỷ quyền cho một người đại diện gọi là Toàn quyền Jamaica.
Người điều hành chính phủ hàng ngày là Thủ tướng, đứng đầu nội các. Toàn quyền sẽ bổ nhiệm Thủ tướng, nhưng thực tế thì người này là lãnh tụ của đảng chiếm đa số trong Hạ nghị viện (tức là do bầu cử quyết định).
Chính phủ do Nội các điều hành, và Nội các phải chịu trách nhiệm trước Quốc hội.
Tổng thể, hệ thống chính trị của Jamaica gần giống với mô hình Westminster – tức mô hình nghị viện kiểu Anh, nơi quyền lực chủ yếu nằm ở Thủ tướng và Quốc hội, chứ không phải Quân chủ.
Cơ quan lập pháp là quốc hội lưỡng viện: Thượng nghị viện gồm 21 thành viên do Toàn quyền bổ nhiệm theo sự tiến cử của Thủ tướng và lãnh tụ của đảng đối lập (13 thành viên của đảng cầm quyền, 8 thành viên của phe đối lập). Hạ nghị viện gồm 60 thành viên, được bầu theo phổ thông đầu phiếu, nhiệm kì 5 năm.
Các đảng phái chính: Đảng Dân tộc Nhân dân (PNP), Đảng Lao động Jamaica (JLP); Phong trào Dân chủ Dân tộc (NDM).

## Địa lý

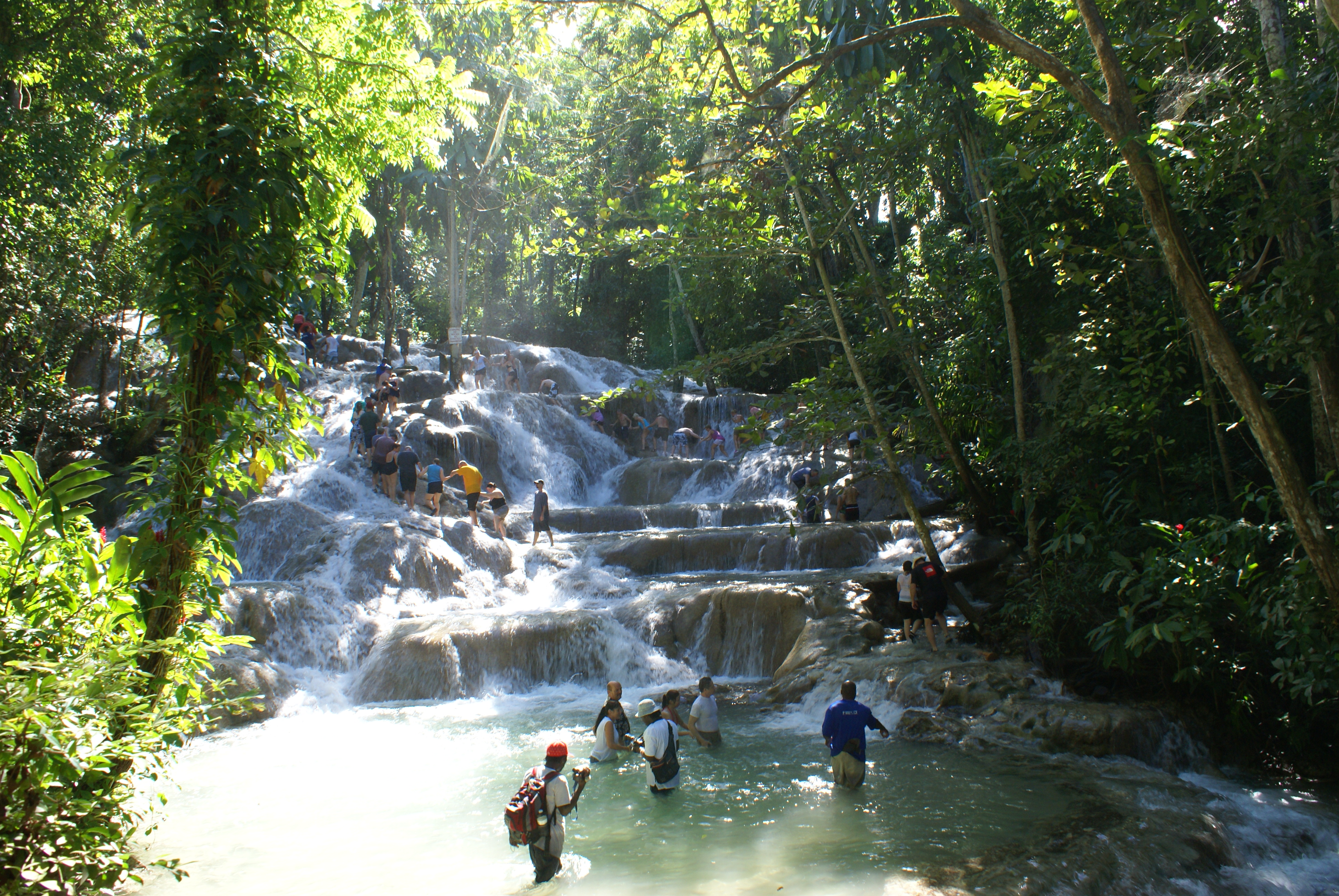
Thác nước Dunn Falls ở Oncho Ríos.

Jamaica nằm ở Trung Mỹ, thuộc quần đảo Đại Antilles, cách Cuba 150 km về phía Nam và cách Haiti 180 km về phía Tây. Vùng lãnh thổ phía Đông chủ yếu là núi, phía Tây là vùng cao nguyên đá vôi.

## Văn hóa
Điểm nổi bật của đất nước mang nặng phong cách châu Mỹ này là âm nhạc. Dòng nhạc dân ca điển hình của người Jamaica trộn với phong cách nhạc của Cuba tạo nên một dòng nhạc R&B khá đặc trưng, người làm nên đỉnh cao của loại nhạc này là ca sĩ lừng danh Bob Marley. Anh đã đem tiếng hát của mình đấu tranh chống lại sự phân biệt chủng tộc và những bất công với người da màu.
Jamaica cũng là một đất nước với nền văn hoá pha trộn của người Ấn Độ, người Tây Ban Nha, châu Phi, Trung Đông, người Trung Quốc và cả người Anh. Thổ ngữ được chuộng hơn tuy tiếng Anh mới là ngôn ngữ chính thức của đất nước này.
Kingston là trung tâm văn hoá và thương mại của Jamaica. Ở khu trưng bày nghệ thuật, bảo tàng của Bob Marley là nơi thu hút du khách nhiều nhất.

## Tôn giáo
Kitô giáo là tôn giáo lớn nhất ở Jamaica. Theo điều tra dân số năm 2001, tỷ lệ dân theo các tôn giáo như sau Tin lành 62.5%, Công giáo Rôma 4%, Anh giáo 2%, còn lại là các tôn giáo khác. Như
Rastafarianism một tôn giáo bản địa Phi châu có 24.020 môn đồ, theo điều tra năm 2001 . Đạo Bahá'í, chiếm khoảng 8000 môn đồ, Phật giáo, 
và Ấn giáo có 50,000 tín đồ. Có một số dân nhỏ người Do Thái, khoảng 200 người, tự coi họ là Tự do-Bảo thủ. Những người Do Thái đầu tiên ở Jamaica có gốc tích từ đầu thế kỷ XV. Các nhóm Hồi giáo ở Jamaica có 5.000 tín đồ.

## Kinh tế

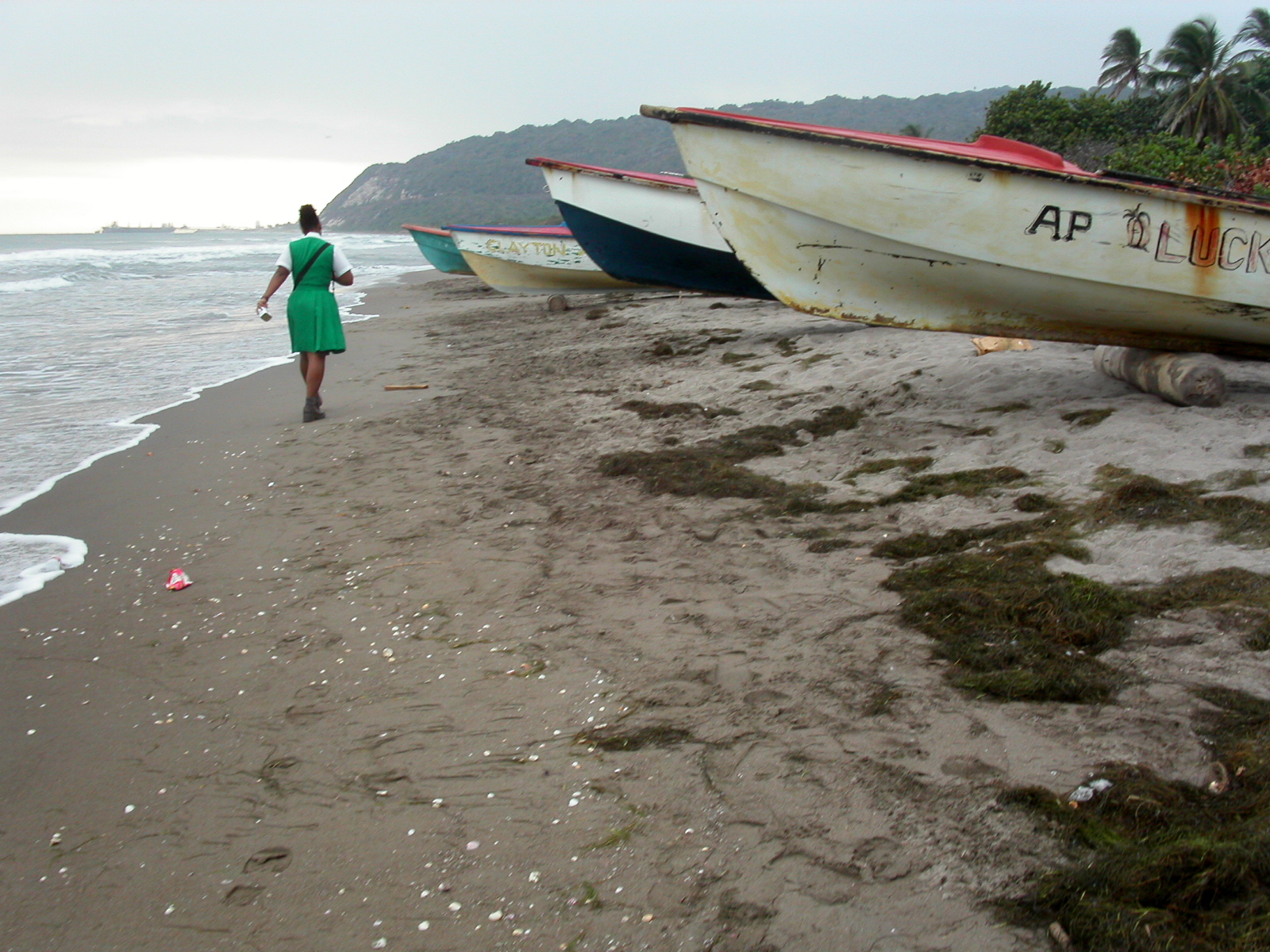
Tàu đánh cá và tàu chở bôxít xuất khẩu.

Jamaica có tài nguyên thiên nhiên chủ yếu là bôxít, và có một khí hậu lý tưởng thuận lợi cho nông nghiệp và du lịch. Việc phát hiện ra bôxít trong những năm 1940 và nền kinh tế của Jamaica chuyển từ khai thác đường và chuối sang thành lập các ngành công nghiệp bô xít-nhôm vào thời gian sau đó. Vào những năm 1970, Jamaica đã nổi lên như là một nước dẫn đầu thế giới về xuất khẩu các khoáng chất cũng như được tăng đầu tư nước ngoài.
Jamaica phải đối mặt với một số vấn đề nghiêm trọng nhưng nó có tiềm năng cho sự phát triển và hiện đại hóa. Nền kinh tế Jamaica bị bốn năm liên tiếp của nó tăng trưởng âm (0,4%) vào năm 1999. Tất cả các ngành trừ các ngành bôxít/nhôm, năng lượng và du lịch đều giảm mạnh trong năm 1998 và 1999. Năm 2000, Jamaica đã có kinh nghiệm của mình năm đầu tiên của nó có sự phát triển tích cực kể từ năm 1995. Tăng trưởng kinh tế danh nghĩa tiếp tục ngược dòng trong những khoảng với sự tăng trưởng của Hoa Kỳ kể từ đó. Đây là kết quả của việc tiếp tục các chính sách của chính phủ chặt chẽ kinh tế vĩ mô, đã đạt được phần lớn thành công. Lạm phát đã giảm từ 25% năm 1995 còn lạm phát một con số trong năm 2000, đạt được một mức thấp trong nhiều thập kỷ là 4,3% trong năm 2004. Thông qua chương trình can thiệp định kỳ trên thị trường, các ngân hàng trung ương cũng đã ngăn ngừa bất cứ sự đột ngột giảm nào trong tỷ giá hối đoái. Tuy nhiên, đồng đô la Jamaica đã bị trượt giá, bất chấp sự can thiệp, dẫn đến một tỷ giá bình quân của 73,4 J đổi 1 USD và 107,64 J đổi 1 € (Tháng 5 năm 2008). Ngoài ra, lạm phát đã có xu hướng tăng lên kể từ năm 2004 và dự kiến một lần nữa đạt được mức tăng gấp đôi con số 12-13% thông qua năm 2008 do một sự kết hợp của thời tiết bất lợi hại cây trồng và tăng nhập khẩu nông nghiệp và giá năng lượng cao.
Điểm yếu trong lĩnh vực tài chính là đầu cơ và các cấp dưới của việc xói mòn lòng tin đầu tư trong lĩnh vực sản xuất. Chính phủ tiếp tục nỗ lực để tăng giới hạn các khoản nợ mới tại địa phương và thị trường tài chính quốc tế để đáp ứng các nghĩa vụ nợ của mình bằng đồng đô la Mỹ, thu dọn để duy trì thanh khoản tỷ giá hối đoái và để giúp quỹ thâm hụt ngân sách hiện hành.
Các chính sách kinh tế của chính phủ Jamaica khuyến khích đầu tư nước ngoài trong các lĩnh vực mà kiếm được hay tiết kiệm được ngoại tệ, tạo việc làm và sử dụng nguyên vật liệu địa phương. Chính phủ cung cấp một loạt các ưu đãi cho nhà đầu tư, bao gồm cả các cơ sở chuyển tiền để hỗ trợ họ trong việc hồi hương lại tiền của các nước xuất xứ; thời kỳ miễn thuế mà hoãn thuế cho khoảng thời gian của năm; và miễn thuế truy cập cho máy móc và nguyên liệu nhập khẩu cho các doanh nghiệp được chấp thuận. Khu thương mại tự do có kích thích đầu tư vào hàng may mặc, lắp ráp, sản xuất nhẹ, và nhập dữ liệu của các công ty nước ngoài. Tuy nhiên, trong 5 năm qua, ngành công nghiệp dệt may đã bị giảm thu nhập xuất khẩu, tiếp tục đóng cửa nhà máy, và tỷ lệ thất nghiệp tăng cao. Điều này có thể được quy trách nhiệm cho cuộc cạnh tranh dữ dội, sự vắng mặt của hiệp định thương mại tự do Bắc Mỹ (NAFTA) tính thay đổi, thuốc nhiễm độc trì hoãn giao hàng, và chi phí cao, hoạt động, bao gồm cả chi phí an ninh. Chính phủ Jamaica hy vọng để khuyến khích hoạt động kinh tế thông qua sự kết hợp của tư nhân hoá, chuyển dịch cơ cấu ngành tài chính, giảm lãi suất, và bằng cách thúc đẩy du lịch và các hoạt động sản xuất liên quan.
Tính đến năm 2016, GDP của Jamaica đạt 13.779 USD, đứng thứ 121 thế giới và đứng thứ 2 khu vực Caribe (sau Trinidad và Tobago).

## Hình ảnh

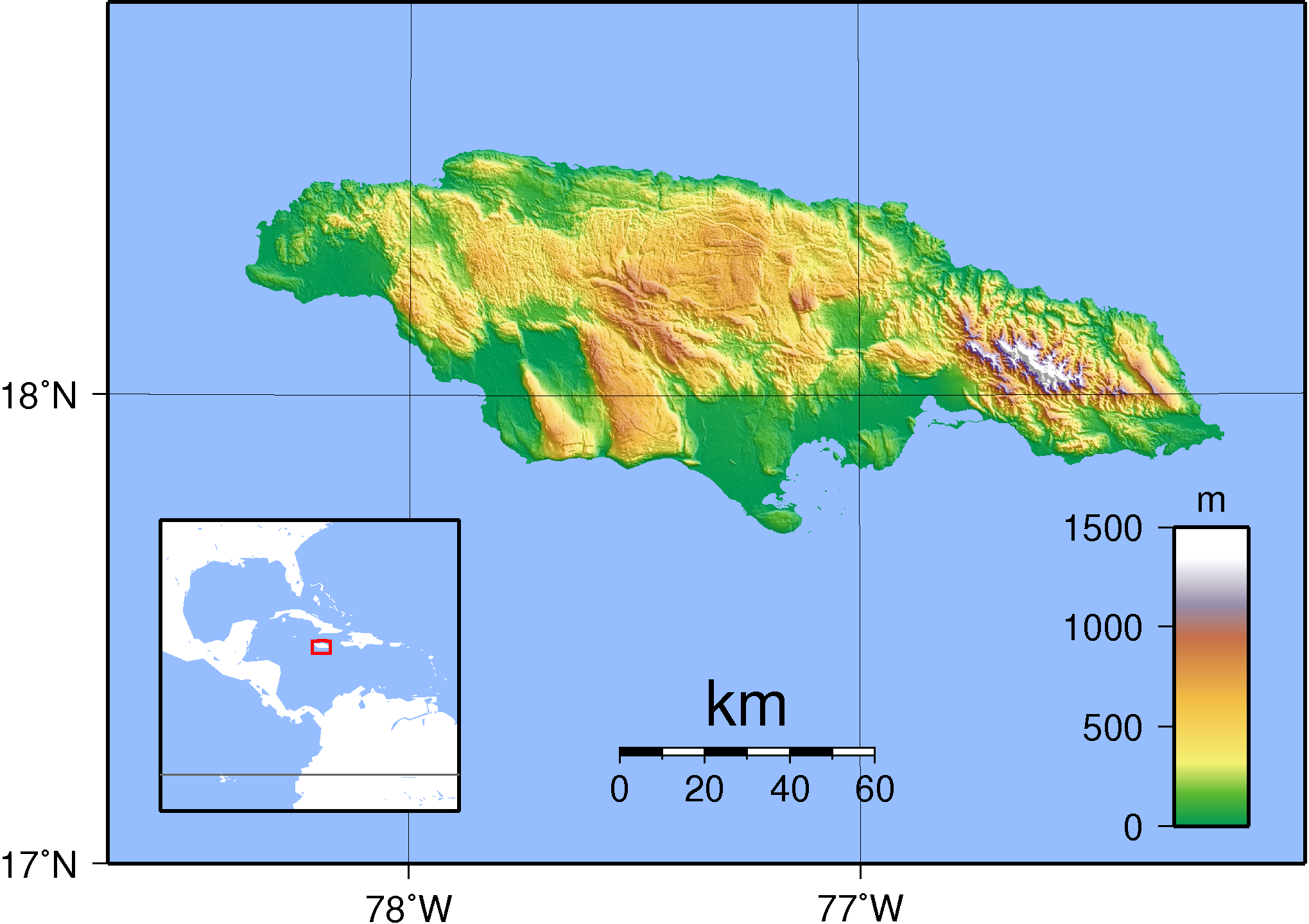
Địa hình Jamaica
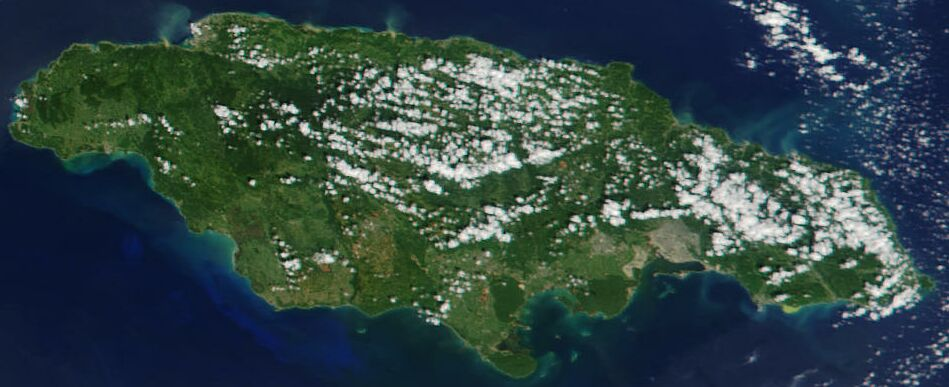
Hình chụp từ vệ tinh